# 우의관
우의관(중국어 정체자: 友誼關, 병음: Yǒuyì Guān, 베트남어: Hữu Nghị Quan / 휘응이꽌)은 중화인민공화국 광시 좡족 자치구 핑샹시 중심부에서 남서쪽 15km 쯤에 위치한 관문으로 중국과 베트남의 국경 관문이다. 우의관은 베트남에서는 애남관(베트남어: Ải Nam Quan / 隘南關) 또는 진남관(베트남어: Trấn Nam Quan / 鎭南關)이라고 불렀고, 베트남 영토의 북부 국경에 해당하는 장소 중 하나였다.
한나라 때 처음 건설된 당시에는 계릉관(鷄陵關)으로 불렀다가, 이후 대남관(大南關), 계수관(界首關), 진남관(鎭南關)이라고 불렀다. 1953년에는 목남관(睦南關)으로 명칭을 바꾸었고, 1965년에 우의관(友誼關)으로 개칭되어 현재에 이른다.
현재는 후난-꽝씨 선에 의해 랑선성과 연결되어 있다.

## 사건
- 1885년 (광서 11년) - 약 2,000명의 프랑스 군이 랑선으로부터 진남관에 침입, 청나라 측의 풍자재가 이끄는 흑기군이 관내 4km 거리에서 전투를 벌여 프랑스군을 격퇴했다. (진남관 사건).
- 1907년 (광서 33년) - 손문, 황흥이 이끈 진남관 봉기가 발생했다.
- 1949년 12월 11일 중국 인민해방군이 진남관에 진주, 광시 전역을 해방.
- 1979년 - 중월 전쟁(중국이 베트남에 무력 침공)에서 중국 인민해방군 20만명이 이곳을 지나 베트남으로 침공했다.

1999년, 수년간의 협상 끝에 중국과 베트남은 국경 조약을 체결했다. 육로 국경을 조정하여 베트남이 전투 중에 상실된 땅의 일부를 중국에 양보하게 되었다. 베트남의 전통 국경선이자, 진입점인 애남관(베트남에서 부르는 이름)의 상실은 베트남 내에서 광범위한 분노와 좌절을 초래했다. 베트남의 관보는 2001년 8월경 새로운 국경선의 이행이 완료되었음을 공식적으로 선포했다.